# فريدة لاشايي
فريدة لاشايي (1944 - 2013 م) هي مصورة وأديبة، من أهل إيران.
تخرجت من أكاديمية الفنون الجميلة في فيينا، كما أنها درست الأدب الألماني في فرانكفورت.
من آثارها: رواية «جاء ابن آوى»، نشرت عام 2003 م.